# Lucia Ronchetti
 (juillet 2025).
La mise en forme du texte ne suit pas les recommandations de Wikipédia : il faut le « wikifier ».
Les points d'amélioration suivants sont les cas les plus fréquents. Le détail des points à revoir est peut-être précisé sur la page de discussion.
- Les titres sont pré-formatés par le logiciel. Ils ne sont ni en capitales, ni en gras.
- Le texte ne doit pas être écrit en capitales (les noms de famille non plus), ni en gras, ni en italique, ni en « petit »…
- Le gras n'est utilisé que pour surligner le titre de l'article dans l'introduction, une seule fois.
- L'italique est rarement utilisé : mots en langue étrangère, titres d'œuvres, noms de bateaux, etc.
- Les citations ne sont pas en italique mais en corps de texte normal. Elles sont entourées par des guillemets français : « et ».
- Les listes à puces sont à éviter, des paragraphes rédigés étant largement préférés. Les tableaux sont à réserver à la présentation de données structurées (résultats, etc.).
- Les appels de note de bas de page (petits chiffres en exposant, introduits par l'outil «  Source ») sont à placer entre la fin de phrase et le point final[comme ça].
- Les liens internes (vers d'autres articles de Wikipédia) sont à choisir avec parcimonie. Créez des liens vers des articles approfondissant le sujet. Les termes génériques sans rapport avec le sujet sont à éviter, ainsi que les répétitions de liens vers un même terme.
- Les liens externes sont à placer uniquement dans une section « Liens externes », à la fin de l'article. Ces liens sont à choisir avec parcimonie suivant les règles définies. Si un lien sert de source à l'article, son insertion dans le texte est à faire par les notes de bas de page.
- La présentation des références doit suivre les conventions bibliographiques. Il est recommandé d'utiliser les modèles {{Ouvrage}}, {{Chapitre}}, {{Article}}, {{Lien web}} et/ou {{Bibliographie}}. Le mode d'édition visuel peut mettre en forme automatiquement les références.
- Insérer une infobox (cadre d'informations à droite) n'est pas obligatoire pour parachever la mise en page.

Pour une aide détaillée, merci de consulter Aide:Wikification.
Si vous pensez que ces points ont été résolus, vous pouvez retirer ce bandeau et améliorer la mise en forme d'un autre article.
Lucia Ronchetti (née à Rome le 3 février 1963) est une compositrice italienne.

## Biographie
Lucia Ronchetti a étudié la composition et l'informatique musicale au Académie nationale Sainte-Cécile à Rome et a participé à des séminaires de composition avec Sylvano Bussotti à la Scuola di Musica de Fiesole (1981-1985) et avec Salvatore Sciarrino au Corsi Internazionali de Città di Castello (1988–1989).
Elle a étudié les sciences humaines à l'université Sapienza de Rome, où elle a obtenu son diplôme en 1987, avec un mémoire sur les compositions orchestrales de Bruno Maderna. En 1991, elle obtient un diplôme d'études approfondies (DEA) en esthétique de l'université Panthéon-Sorbonne. Elle étudie ensuite la musicologie avec François Lesure à l'École pratique des hautes études et obtient un doctorat en soutenant une thèse sur le style orchestral d'Ernest Chausson et l'influence wagnérienne sur l'écriture orchestrale française à la fin du XIXe siècle.
À Paris, elle participe à des séminaires de composition avec Gérard Grisey (1993–1996) et aux cours annuels d'informatique musicale à l'IRCAM (1997) sous la direction de Tristan Murail. En 2005, elle a été chercheuse invitée (Fulbright Fellow) au Département de musique de l'université Columbia (New York), invitée par Tristan Murail.
Ses œuvres ont été publiées par Rai Trade, Durand, Ricordi et Lemoine, et produites, commandées et interprétées par des institutions telles que le Bayerische Staatsoper de Munich, le Konzerthaus de Berlin, la Rai Radio 3 de Rome, la Deutschland Radio Kultur de Berlin, l'Ensemble Modern de Francfort, le MaerzMusik de Berlin, le Musik der Jahrhunderte de Stuttgart, la Deutschland Radio de Berlin, l'Ensemble recherche de Fribourg, le Festival Ultrashall de Berlin, l'Orchestre de la Rai de Turin, l'Orchestre symphonique de la WDR de Cologne, le Teatro La Fenice de Venise, le Wittener Tagen de Witten, le GRM, Radio France à Paris et la Biennale de Munich .
- 1988-1992 : Bourse d'études doctorales, ministère italien des Universités
- 1993 : Compositrice en résidence, Fondation Nadia Boulanger, Paris
- 1995 : Prix de composition Progetto Dionysos, ministère italien de la Culture
- 1997 : Bourse Erato-Farnesina, ministère italien des Affaires étrangères
- 1997 : Prix international de composition Dimitri Mitropoulos, Athènes
- Bourse 1997, Fondation des Treilles, Paris
- Prix de composition 2000, Federazione Cemat, Rome
- 2000-01 : Compositrice en résidence, Akademie Schloss Solitude, Stuttgart
- 2003 : Compositrice en résidence, The MacDowell Colony, Peterborough, (USA)
- 2003-04 : Compositrice en résidence, Staatsoper Stuttgart (ForumNeues Musiktheater)
- 2005 : Visiting Scholar (Fulbright Fellow), Université Columbia, New York
- 2005-06 : Compositrice en résidence, Berliner Künstlerprogramm, DAAD
- 2006 : Compositrice en résidence, Yaddo, New York
- 2008 : prix Music Theatre Now (International Theatre Institute)

## Travaux
À partir de 1998, elle réalise diverses productions au Berlin Institute of Technology (TUB) en collaboration avec Folkmar Hein. En 2003, elle a commencé à travailler au Experimentalstudio de Fribourg, où elle a écrit un cycle de compositions qui explorent la configuration sonore de l'alto, avec l'aide d'André Richard, Reinhold Braig et Joachim Haas et en collaboration avec l'altiste Barbara Maurer. Ce travail a été présenté à Berlin (Festival Ultrashall 2007) et s'appelle Xylocopa Violacea (CD Stradivarius 2010).
Ces dernières années, Lucia Ronchetti a travaillé sur le traitement compositionnel de la voix, collaborant  avec le Neue Vocalsolisten de Stuttgart, ensemble européen spécialisé dans la musique vocale contemporaine.
La collaboration a abouti à huit productions :
- Studio detto dei venti, pour quatre voix, 2010 ;
- Le voyage d'Urien, pour voix et ensemble, 2008 ;
- Hamlet's Mill, pour voix, alto et violoncelle, 2007 ;
- Coins and Crosses, pour six voix, 2007 ;
- Pinocchio, una storia parallela, pour quatre voix masculines, 2005 ;
- Last Desire, opéra de chambre pour voix aiguës, contre-ténor et contrebasse, 2003[3],[4] ;
- Hombre de mucha gravedad, pour quatre voix et quatuor à cordes, 2002 ;
- Anatra al sal, harmonica Comedia pour six voix, 2000 (CD Kairos 2010).

Elle a réalisé de nombreux projets de théâtre musical, inspirés de la scène sociale explorant, dans la dramaturgie, le concept d'altérité (Bendel Schlemihl, Strasse-opern, 2000, texte d'Ivan Vladislavic), groupes extérieurs et dysptopie (Narrenschiff e, in-transit action, 2010, texte d'après Sebastian Brant), limen / border ( Der Sonne entgegen, opéra de chambre, 2009, texte de Steffi Hansel), maladie mentale transitoire ( Le voyage d'Urien, dramaturgie, texte d'après Gide et reportages psychiatriques du XIXe siècle, 2008), suburbanité (Rumori da monumenti, dramaturgie, texte d'Ivan Vladislavic, 2007) ; et Sebenza e-mine, Radio Play, en collaboration avec Philip Miller, 2010.
Pour ses projets de théâtre musical, elle a collaboré avec les écrivains Ermanno Cavazzoni, Ivan Vladislavic, Eugene Ostashevsky ; les artistes Toti Scialoja (it), Alberto Sorbelli, Judith Cahen, Dörte Meyer, Adrian Tranquilli, Elisabetta Benassi, Mirella Weingarten ; et les concepteurs sonores Marie-Hélène Serra, Folkmar Hein, André Richard, Reinhold Braig, Carl Faia, Olivier Pasquet et Thomas Seelig.
Elle obtient le Coup de cœur musique contemporaine 2019 de l'Académie Charles Cros pour Action music pieces, annoncé dans l’émission du 22 janvier Le Concert du Soir, sur France Musique d’Arnaud Merlin, en « après-concert ».

### Œuvres

#### Musique vocale
- Lezioni di tenebra (2010) pour voix et ensemble, d'après le Giasone de Francesco Cavalli
- Narrenschiffe (2009-2010), Actions en transit après Sebastian Brant
- Der Sonne entgegen (2007–2009) pour 14 voix, ensemble et live (texte de S. Hensel)
- Last Desire (2004) pour voix aiguë, contre-ténor, contrebasse, alto et live (texte d'O.Wilde)
- L'ape apatica (2001) pour voix aiguës, ensemble et live (texte de Toti Scialoja)
- Le tentazioni di Girolamo (1995) pour acteur, solistes et électronique en direct (texte de E.Cavazzoni)
- Musikfässli (1994) pour acteur, solistes et électronique en direct, d'après Adolf Wölfli

#### Œuvres de concert
- Prosopopeia (2009) pour ensemble vocal et ensemble instrumental
- Rumori da monumenti (2008) pour voix enregistrée et ensemble (texte de I. Vladislavic)
- Le Voyage d'Urien (2008) pour 5 voix et ensemble
- Xylocopa Violacea (2007) pour alto solo et électronique live
- Albertine (2007) pour voix féminine et public chuchotant (texte de M. Proust)
- Hamlet's Mill (2007) pour soprano, contrebasse, alto et violoncelle (texte de E. Ostashevsky)
- Pinocchio, una storia parallela (2005) pour quatre voix masculines (texte de G.Manganelli)
- Hombre de mucha gravedad (2002) pour quatuor vocal et quatuor à cordes
- BendelSchlemihl (2000) pour voix enregistrées, accordéon et live (texte de I. Vladislavic)
- Anatra al sal (1999) Comedia harmonica pour six voix (texte de E. Cavazzoni)

#### Œuvres orchestrales
- Arborescence (2004)
- Déclive-Étude (2002)
- Quaderno gotico (1999)
- Schiffbruch mit Zuschauer (1995, rév.1999)
- Die Sorge getht über den Fluss (1995) pour flûte, clarinette et orchestre

#### Œuvres de musique de chambre
- Rosso pompeiano (2010) Scherzo pour ensemble
- Studio detto dei venti (2010), tentative de medley pour 6 voix
- Comme l'hiver en arrière (2009), étude pour un piano, quatre mains
- Le nuove musiche di Giulio Caccini detto Romano, 1601, leçon pour voix seule (2008)
- Monnaies et croix (2007), a Yessong, pour ensemble vocal
- In shape of Anxieties (2005), in Nomine Studio pour ensemble
- The Glazed Roof (2005) pour ensemble
- Opus 100 (2005), Kriptomnesie da Schubert, pour violon, violoncelle et piano
- Il sonno di Atys (2004) pour alto et électronique live
- Geographisches Heft (2001), Studio da Adolf Wölfli, pour ensemble

- Lectures radio
  - Sebenza e-mine (2010) en collaboration avec Philip Miller
  - Il Castello d'Atlante (2007)
  - Rivelazione (1998), en collaboration avec Ermanno Cavazzoni